# Didymodon inclinatus
Didymodon inclinatus là một loài rêu trong họ Pottiaceae. Loài này được (Hedw.) F. Weber & D. Mohr mô tả khoa học đầu tiên năm 1803.